# Kepler-10
Kepler-10 — звезда в созвездии Дракона. Находится на расстоянии около 564 световых лет от Солнца. На 25 мая 2011 года известно, что вокруг звезды обращаются две планеты.

## Характеристики
Звезда получила наименование Kepler-10, поскольку у неё с помощью космического телескопа Кеплер были обнаружены планетарные компаньоны. По своим характеристикам она напоминает наше Солнце. Её масса и радиус равны 89 % и 105 % солнечных соответственно. Температура поверхности составляет около 5627 кельвинов. Возраст звезды оценивается приблизительно в 11,9 миллиардов лет. Звезда находится на заключительной стадии эволюции. С течением времени превратится в красный гигант и сбросит газовую оболочку, оставив белый карлик.

## Планетная система

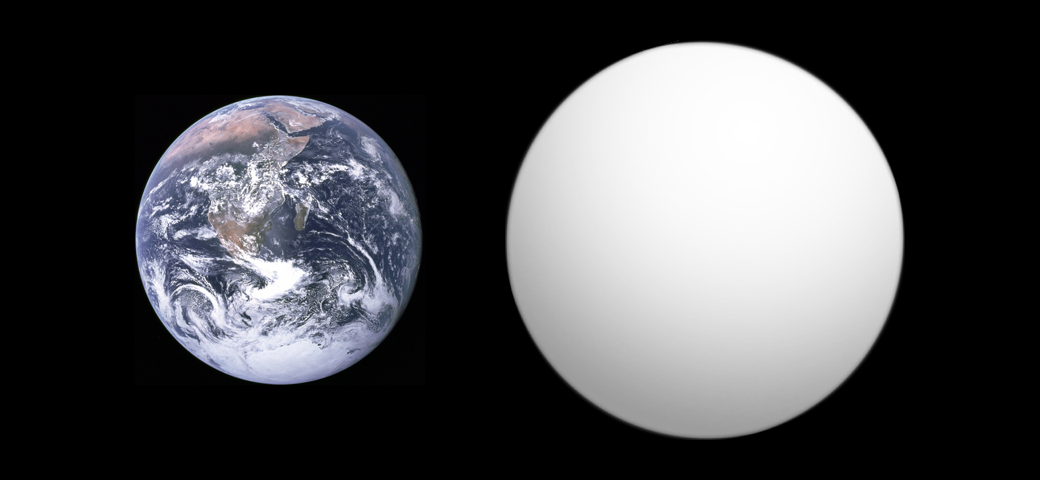
Сравнительные размеры Kepler-10 b и Земли.

В 2011 году группой астрономов, работающих в рамках программы Kepler, было объявлено об открытии планеты Kepler-10 b в данной системе. Это первая каменистая экзопланета, известная науке. Она чуть крупнее Земли — превосходит её в 1,4 раза. Масса Kepler-10 b составляет 4,5 массы нашей планеты. Поверхность планеты должна быть раскалённой, поскольку она обращается очень близко от родительской звезды — на расстоянии около 0,017 а.е.
В мае на конференции Американского астрономического общества, учёные, работающие в проекте Кеплер, подтвердили наличие ещё одной маломассивной планеты — Kepler-10 c. Радиус планеты больше радиуса Земли в 2,2 раза, а находится она на расстоянии 0,24 а.е. от звезды, совершая оборот вокруг неё за 45,29 дней. Для подтверждения планеты учёные использовали методы компьютерного моделирования, а также данные наблюдений с телескопа Спитцер.
В 2016 году методом тайминга транзитов Kepler-10c была открыта ещё более далёкая планета — Kepler-10d, но это открытие до сих пор не подтверждено.
В таблице приведены параметры планет системы Kepler-10.